# ヤン・キョンジョン

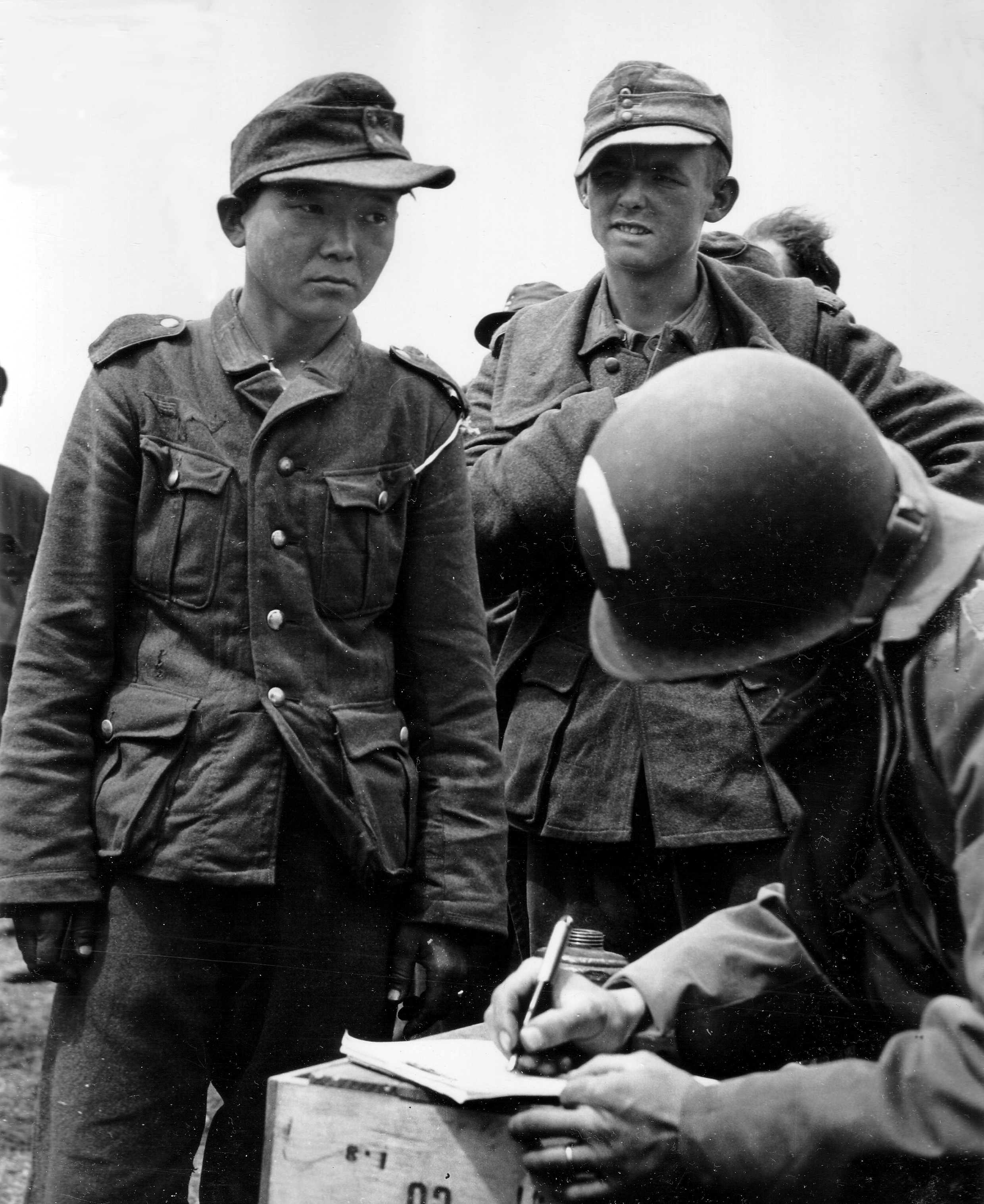
1944年6月、ドイツ軍人として捕虜となったアジア人兵士。ヤン・キョンジョンとされる人物。

ヤン・キョンジョン（漢字不明、朝鮮語: 양경종、1920年頃 - 1992年4月7日）は、朝鮮出身の軍人。第二次世界大戦中、大日本帝国陸軍、赤軍、ドイツ国防軍の軍人として戦ったとされる。ただし、その実在については議論がある。発音に倣い、ヤン・ギョンジョンとも表記される。

## 実在に関する議論と経緯
このアジア人兵士の写真はノルマンディー上陸作戦直後にアメリカ軍人によって撮影されたものである。アメリカ国立公文書記録管理局での資料番号は026-G-2391で、元々は「ドイツの軍服を着た日本兵」という旨のキャプションが付されており、兵士の氏名や出自などは明らかではなかった。
1994年、スティーヴン・アンブローズの著書『D-Day, June 6, 1944: the climactic battle of World War II』が出版される。この中で第101師団第506連隊所属のロバート・ブレーワー中尉が4名の朝鮮系捕虜を捕えたというエピソードが紹介された。ブレーワーは彼らがドイツに渡った経緯について、「日本統治下の朝鮮で徴兵され、その後の国境紛争で捕虜となって赤軍に徴用され、さらに1941年12月にモスクワ郊外で捕虜となってドイツ軍に徴用され、フランスに派遣されたらしい」としており、またアンブローズはブレーワーが語らなかった朝鮮系捕虜らのその後について「恐らくは朝鮮半島に送り返され、のちの朝鮮戦争にも従軍しただろう」としている。この時点では、ブレーワーの語ったエピソードと「アジア人兵士の写真」は関連付けられていなかった。
2002年、韓国の雑誌『Weekly Korea』がブレーワーのエピソードを引用して紹介した。この前後、「アジア人兵士の写真」に「彼は日本、ソ連、ドイツに徴兵され、ユタ・ビーチでアメリカ軍の捕虜となった朝鮮人である」という旨のキャプションを組み合わせた画像がインターネット上で広まり、様々な憶測を呼んだ。
2004年、韓国のニュースサイト『DKBnews』に「アジア人兵士の写真」とそれに付されたキャプションに関する検証記事が掲載された。記事では写真の出処はおおむね特定し、『Weekly Korea』の記事を通してブレーワーのエピソードも紹介した。一方、写真の人物自体については全く情報が見つからず、キャプションはブレーワーのエピソードとよく似ているものの、写真の人物をブレーワーが語った4人の朝鮮人の1人と断定することはできないとした。ところが、ある匿名のネットユーザーがこのアジア人兵士が「ヤン・キョンジョン」なる人物であるとコメントし、略歴やプロフィールなどの情報を寄せた。これを受けて担当記者は詳しい話を聞かせて欲しい旨を記事に追記したものの、その後反応はなかったという。
2005年、韓国の放送局であるSBSはヤン・キョンジョンにまつわる検証番組『노르망디의 코리안』（ノルマンディーの朝鮮人）を放送した。この番組では、ノモンハン事件にて捕虜となった朝鮮人日本兵に関するソ連側の記録や、独ソ戦に参加したアジア人に関する記録、旧ドイツ国防軍の東方大隊に関する記録などをいくら調査してもヤン・キョンジョンなる人物の痕跡は確認されなかったと報じた。また、東方大隊の隊員となった元赤軍将兵らがソ連邦当局により重大なる反逆者と見なされていた事、さらに米英ソの3大国が秘密協定を結んでおり、実際に元東方大隊将兵らの多くがソ連に送還されて労働収容所などに送られた事にも触れている。番組ではこうした根拠に基づき、東方大隊にいくらかの朝鮮系兵士（高麗人など）が所属していた事は事実であろうが、少なくとも有名な画像のアジア系ドイツ兵がその後アメリカにわたったという話、彼がヤン・キョンジョンという名前だったという話、彼が死の前後ノースウェスタン大学近くに隠居していたという話についてはフィクションであろうと結論づけた。
2012年、アントニー・ビーヴァーの著書『第二次世界大戦1939-45』（原題：The Second World War）が出版される。ビーヴァーはこの中で有名な写真のアジア人兵士こそ3つの国で戦った朝鮮系兵士ヤン・キョンジョンであるとして、彼の生涯を紹介した。

## ビーヴァーの著書による経歴
ビーヴァーは著書『第二次世界大戦1939-45』の中で、朝鮮系兵士ヤン・キョンジョンの経歴を次のように紹介した。
1938年、18歳のヤン・キョンジョンは日本統治時代の朝鮮にて関東軍に徴兵され、ソビエト連邦との緊張が高まっていた満州に派遣される。その後、ノモンハン事件の折に赤軍の捕虜となり、労働収容所に送られた。当時、ソ連邦は独ソ戦の激化から兵力不足に陥りつつあり、労働収容所等の収容者からも志願兵の募集や徴用を行っていた。1942年、ヤンは他の1,000人ほどの収容者と共に赤軍に徴用され、最前線へと送られた。
1943年、第三次ハリコフ攻防戦の折、ウクライナにてドイツ国防軍の捕虜となる。しかしドイツ側もまた捕虜からの転向者を募集していた為、ヤンはここでドイツ側に寝返った。その後、東方大隊として知られるロシア系捕虜部隊の一員としてフランスに派遣され、連合軍側の上陸候補地であるユタ・ビーチにほど近いコタンタン半島に配置された。1944年6月、ノルマンディー上陸作戦が開始され、その中でヤンは米陸軍部隊の捕虜となり、英軍管理下の捕虜収容所に送られた。当初、アメリカ兵たちは彼をドイツ軍の制服を着用した日本人だと考えていたという。戦後、ヤンはロシアを経てアメリカに移住し、1992年に死去するまでイリノイ州に暮らした。